# Roswitha Trexler

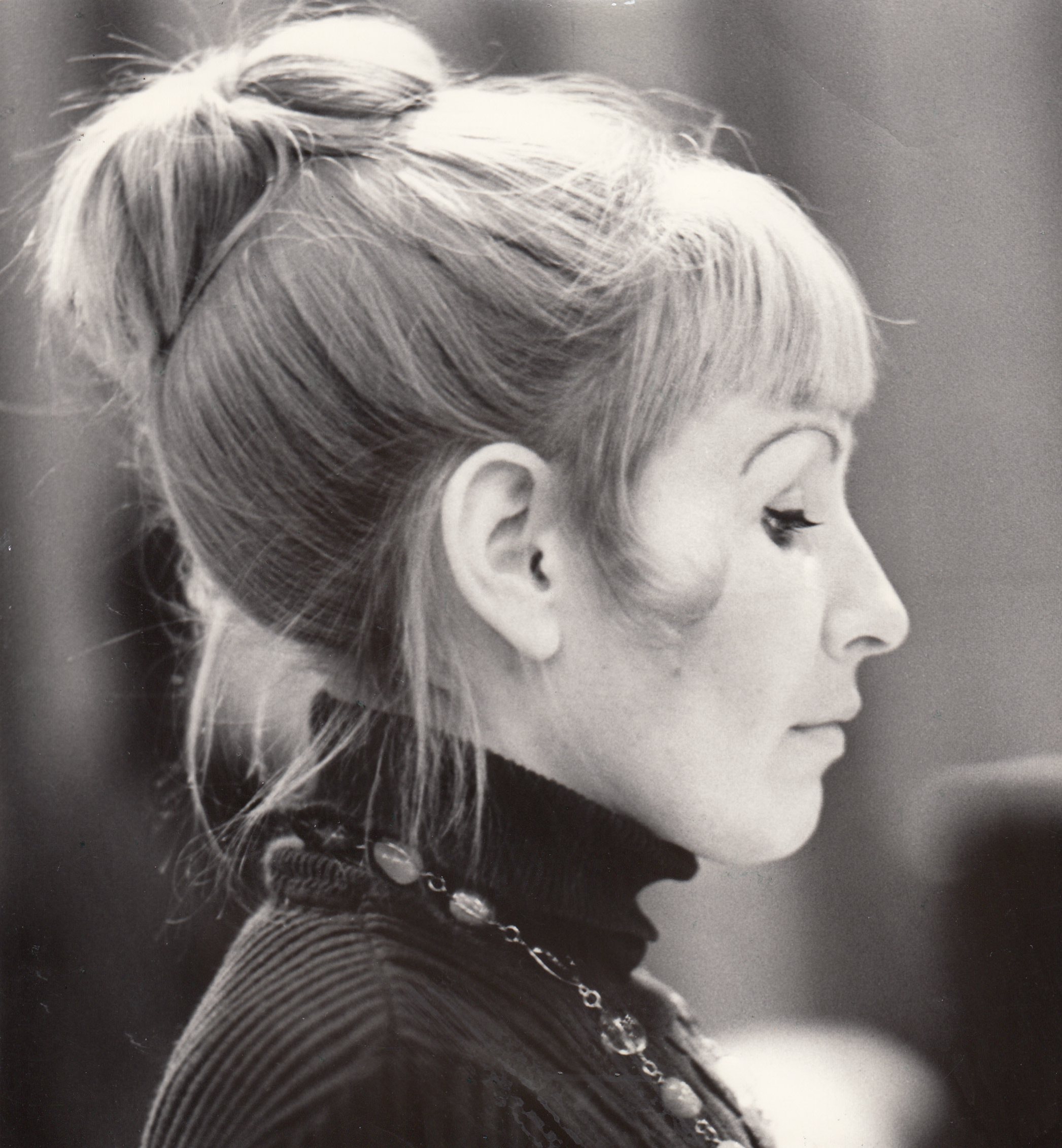
Roswitha Trexler

Roswitha Christine Trexler (* 23. November 1936 in Leipzig) ist eine deutsche Sängerin (Sopran/Mezzosopran), die vor allem als Eisler-Interpretin und mit ihrem Einsatz für avantgardistische Vokalmusik international bekannt wurde.

## Leben und Werk
Roswitha Trexler wurde 1936 als Tochter des Komponisten, Kantors und Professors für katholische Kirchenmusik Georg Trexler in Leipzig geboren. Sie besuchte die dortige Thomasschule und debütierte 1956 zu einer Festwoche mit mittelalterlicher Kirchenmusik. Ab 1957 wirkte sie bei den Bach-Aufführungen in der Leipziger Thomaskirche unter Thomaskantor Kurt Thomas mit. Mehrere Jahre gehörte sie dem Leipziger Rundfunkchor unter Herbert Kegel an und betätigte sich in Spezialensembles für Alte Musik (Capella lipsiensis, Capella fidicina).
Ihre Laufbahn als Interpretin zeitgenössischer Musik begann am 22. Mai 1969 in einem Leipziger Rathaus-Konzert von Radio DDR mit Werken von Luigi Dallapiccola unter Leitung des Komponisten. In der Folgezeit hat sie mit Hans Werner Henze, Luigi Nono, Witold Lutosławski, Milko Kelemen und Frederic Rzewski bei Konzerten und Rundfunkaufnahmen zusammengearbeitet. Auch setzte sie sich für die Uraufführung von Werken von Reiner Bredemeyer, Paul Dessau, Edison Denissow, Paul-Heinz Dittrich, Georg Katzer, Hermann Keller, Luca Lombardi, Robert Moran und Friedrich Schenker ein. Ein Schwerpunkt ihrer Arbeit lag auf Hanns Eisler: Im Rahmen der Schallplatten-Edition des DDR-Labels Nova war ihr die Gesamtaufnahme seiner Lieder mit Klavier und der Kantaten aus dem Exil übertragen, und 1982 brachte sie sein abendfüllendes Hollywooder Liederbuch erstmals vollständig zur Uraufführung. Als Schönberg-Interpretin trat sie unter Kurt Masur mit dem Pierrot Lunaire auf und spielte mit John Tilbury (Klavier) für das Label Eterna den Liederzyklus Das Buch der hängenden Gärten ein. Ein Seitenzweig ihres Repertoires galt dem Chanson/Song; über ihre Kurt-Weill-Interpretationen hat sie auch theoretisch reflektiert. Ihre internationale Karriere startete 1971 auf dem Festival Steirischer Herbst und führte sie an Brennpunkte der Neuen Musik wie den Warschauer Herbst, das Buffalo-Festival, den Cantiere Internazionale d’Arte Montepulciano, das Pompidou-Zentrum Paris und die Musikbiennale Zagreb.

## Diskografie (Auswahl)
- Porträtplatte mit Werken von Paul Dessau, Hanns Eisler, Witold Lutosławski (Wergo, 1975)
- Hanns Eisler: Kantaten aus dem Exil (Nova, 1977)
- Hanns Eisler: Aus dem Hollywooder Liederbuch (Nova, 1978)
- Arnold Schönberg: Das Buch der hängenden Gärten / Alban Berg: Sieben frühe Lieder (Eterna, 1979)
- Paul Dessau: Lieder und Gesänge (Nova, 1981)
- Hanns Eisler: Lieder aus dem Exil (Nova 1981)
- Hanns Eisler: Frühe Lieder (Nova, 1983)
- Heiter-satirische Verse (Werke von Rainer Kunad, Christfried Schmidt, Friedrich Schenker, Hans J. Wenzel) (Nova, 1984)
- Kurt Schwaen: Lieder (Nova, 1984)
- Luca Lombardi: Tui-Gesänge (Eterna, 1985)
- Anton Webern: Lieder (Eterna, 1987)
- Rudolf Wagner-Régeny: Lieder (Nova, 1989)
- Einzelbeiträge, auch Mitwirkung bei Ensemblestücken, auf zahlreichen weiteren Schallplatten

## Fernsehfilme
- Klaus Ager: La Règle du Jeu (ZDF, 1979)
- Versuche über Roswitha – Roswitha Trexler und die neue Musik (Fernsehen der DDR, 1981)
- Brecht in den Zwanzigern: Brecht als Komponist (Radiotelevisione della Svizzera Italiana, 1983)
- Ich will singend sagen, wie ich die Welt sehe – Porträt von Roswitha Trexler (DEFA-Studio für Dokumentarfilme, Regie: Gitta Nickel, 1985)

## Auszeichnungen
- 1974 Kunstpreis der Stadt Leipzig
- 1975 Kunstpreis der DDR[2]
- 1979 Ehrennadel des Verbandes der Komponisten und Musikwissenschaftler
- 1984 Stern der Völkerfreundschaft in Silber[3]